# Атанасиос Папафотиу
Атанасиос Папафотиу (на гръцки: Αθανάσιος Παπαφωτίου) е гръцки просветен деец от Източна Македония от края на XIX - началото на XX век.

## Биография
Роден е през 1870 година в сярското дарнашко гръцко село Довища (днес Емануил Папас), тогава в Османската империя. Свободно владее старогръцки и латински език. Преподава в много училища в района на Сяр, като се стреми да утвърди елинизма. В 1916 година българските окупационни власти го изпращат в трудов лагер в България, където остава до 1918 година. Умира в Атина в 1948 година. Името му носи улица в Сяр.